# Alien Swarm
Alien Swarm är ett datorspel i Shoot 'em up-genren som släpptes i juli 2010. Spelet är baserat på modifikationen till Unreal Tournament 2004. Spelet är utvecklat av samma grupp och blev uppköpta av Valve Corporation under utvecklingsperioden. Alien Swarm är gratis och släpptes världen över via Valves distributionssystem Steam. 
Alien Swarm spelas i ett fågelperspektiv med 60 graders betraktningsvinkel och går ut på att ett lag om fyra spelare ska ta sig igenom ett flertal nivåer fyllda av olika typer av utomjordiska varelser. Det finns fyra klasser och en mängd olika typer av utrustning som spelarna kan välja mellan.